# Oecetis burtoni
Oecetis burtoni är en nattsländeart som beskrevs av Arturs Neboiss 1978. Oecetis burtoni ingår i släktet Oecetis och familjen långhornssländor. Inga underarter finns listade i Catalogue of Life.